# Militärflugplatz Latina

i7
i11
i13
Der Militärflugplatz Latina (IATA-Code: QLT, ICAO-Code: LIRL) liegt in der italienischen Region Latium, rund 60 Kilometer südöstlich von Rom und knapp zehn Kilometer nördlich der Provinzhauptstadt Latina. Er befindet sich zwischen der Via Appia und der Bahnstrecke Roma–Formia–Napoli bei dem Ort Latina Scalo. Die italienische Luftwaffe bildet hier Piloten aus. Der Flugplatz ist eingeschränkt auch für die Allgemeine Luftfahrt geöffnet.

## Geschichte
Der Militärflugplatz wurde am 28. März 1939 eröffnet und ersetzte die aufgelassenen Flugfelder von Cisterna, Sezze und Terracina. Im Mai 1939 verlegte die Blindflugschule (Scuola di volo senza visibilità) von Rom-Ciampino auf den neuen Flugplatz, wo sie bis April 1943 aktiv blieb. Anschließend lösten sich hier verschiedene Kampfverbände ab. Am 16. September 1943 bombardierten 84 britische Vickers Wellington den Flugplatz und zerstörten ihn weitgehend. Nach der Landung der Alliierten bei Anzio und Nettuno wurde der Flugplatz Anfang 1944 besetzt und nach Kriegsende vorerst aufgegeben.
Der Wiederaufbau begann 1949. Im Juni 1950 wurde ein Flugplatzkommando eingerichtet, ein Jahr später ließ sich in Latina vorübergehend eine Flugabwehrschule nieder, von 1952 bis 1954 war hier ein Lufttransportgeschwader stationiert. 1955 verlegte die Transportfliegerschule mit ihren C-45 und C-47 von Frosinone nach Latina. Seit 1974 übernimmt die Flugschule in Latina die fliegerische Grundausbildung angehender Militärpiloten. Seit 1985 nennt sich die Schule 70. Geschwader (70º Stormo). Die ursprünglich eingesetzten SIAI Marchetti SF-260AM wurden vor einigen Jahren durch modernere SF-260EA ersetzt. Darüber hinaus erhielt man einige Piaggio P.166, Aermacchi MB-339 und Tecnam P2006T.

## Ausbildung
Piloten-Anwärter aller italienischen Teilstreitkräfte werden in Latina auf ihre Eignung geprüft (Screening) und absolvieren eine Anfängerausbildung (Initial Flight Training), bis sie eine erste militärische Pilotenlizenz erwerben. Diese Ausbildung absolvieren in der Regel auch angehende Piloten der italienischen Polizeien und anderer Behörden, soweit sie Starrflügelflugzeuge führen sollen. Bei den Pilotenanwärtern der italienischen Luftwaffe wird auch geprüft, ob sie sich zur weiteren Ausbildung zum Jet-Piloten eignen. Ist dies der Fall, absolvieren sie im Anschluss entsprechende Lehrgänge, entweder auf dem Militärflugplatz Lecce-Galatina in Süditalien oder auf der Sheppard Air Force Base und anderen Einrichtungen in den USA. Angehende Transportpiloten kommen nach Pratica di Mare und Pisa, Hubschrauberpiloten nach Frosinone.

## Bilder

Wappen 70. Geschwader
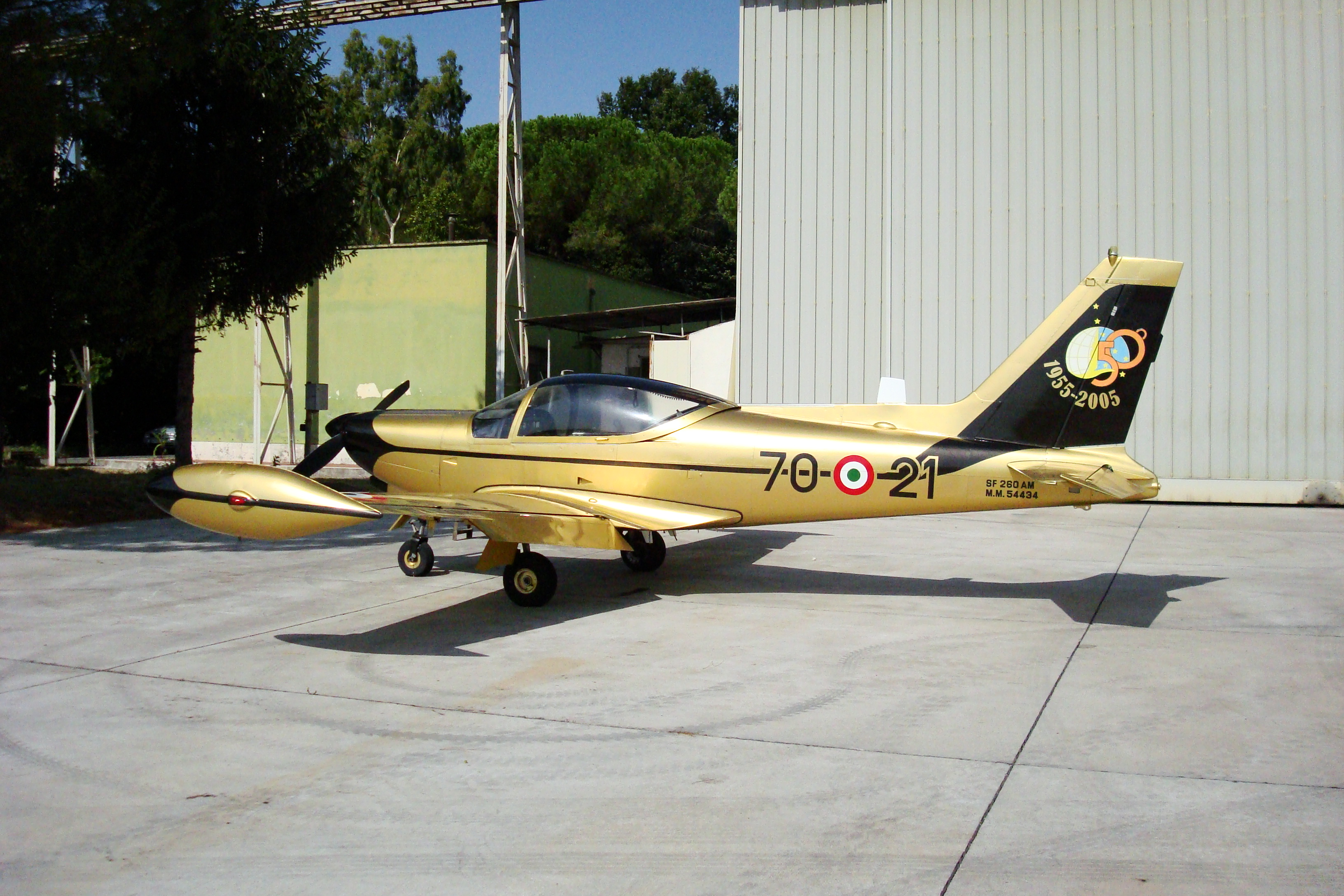
SF-260AM in Sonderbemalung (50 Jahre Flugschule)
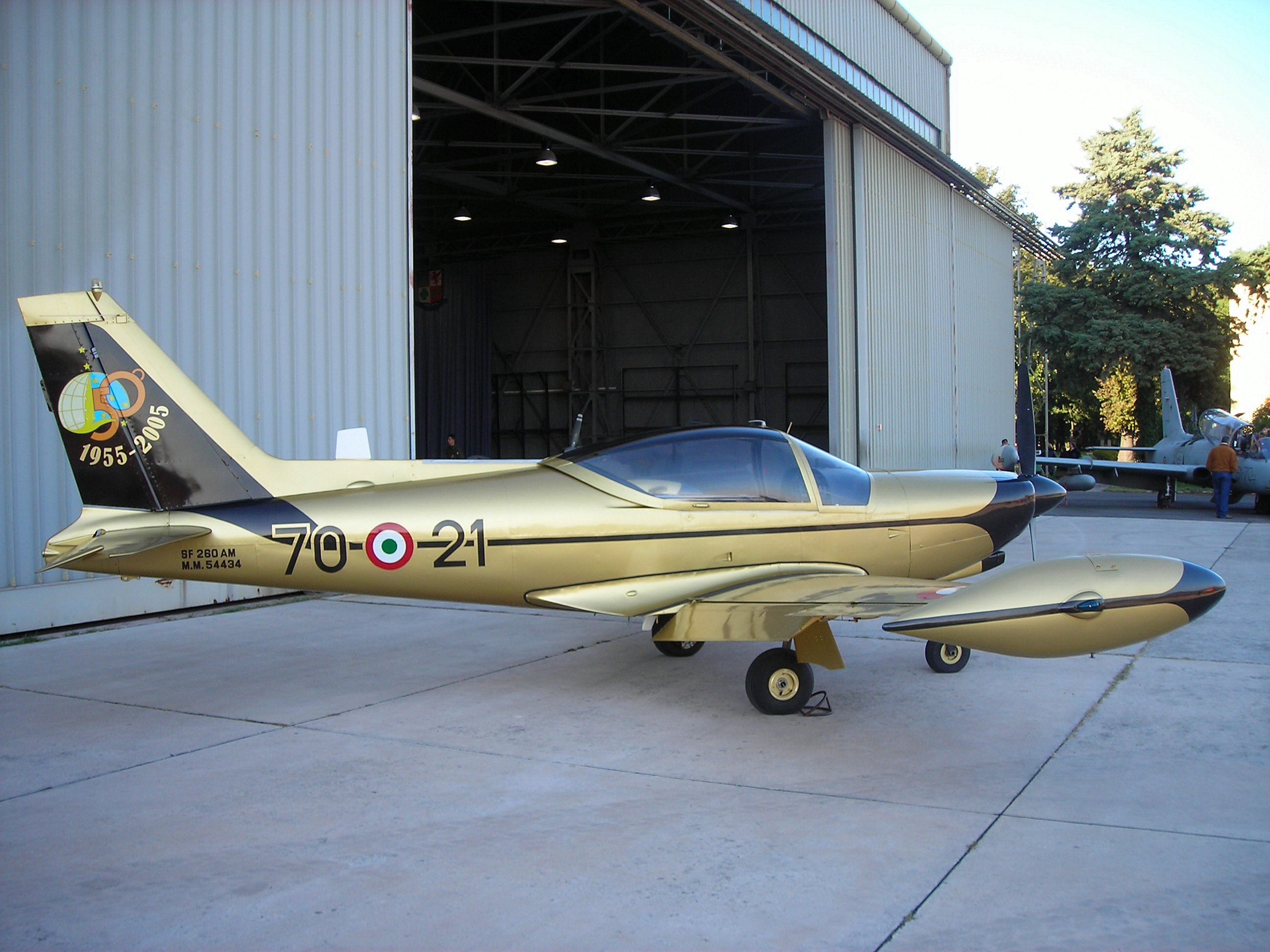
SF-260 in Latina, hinten eine MB.339
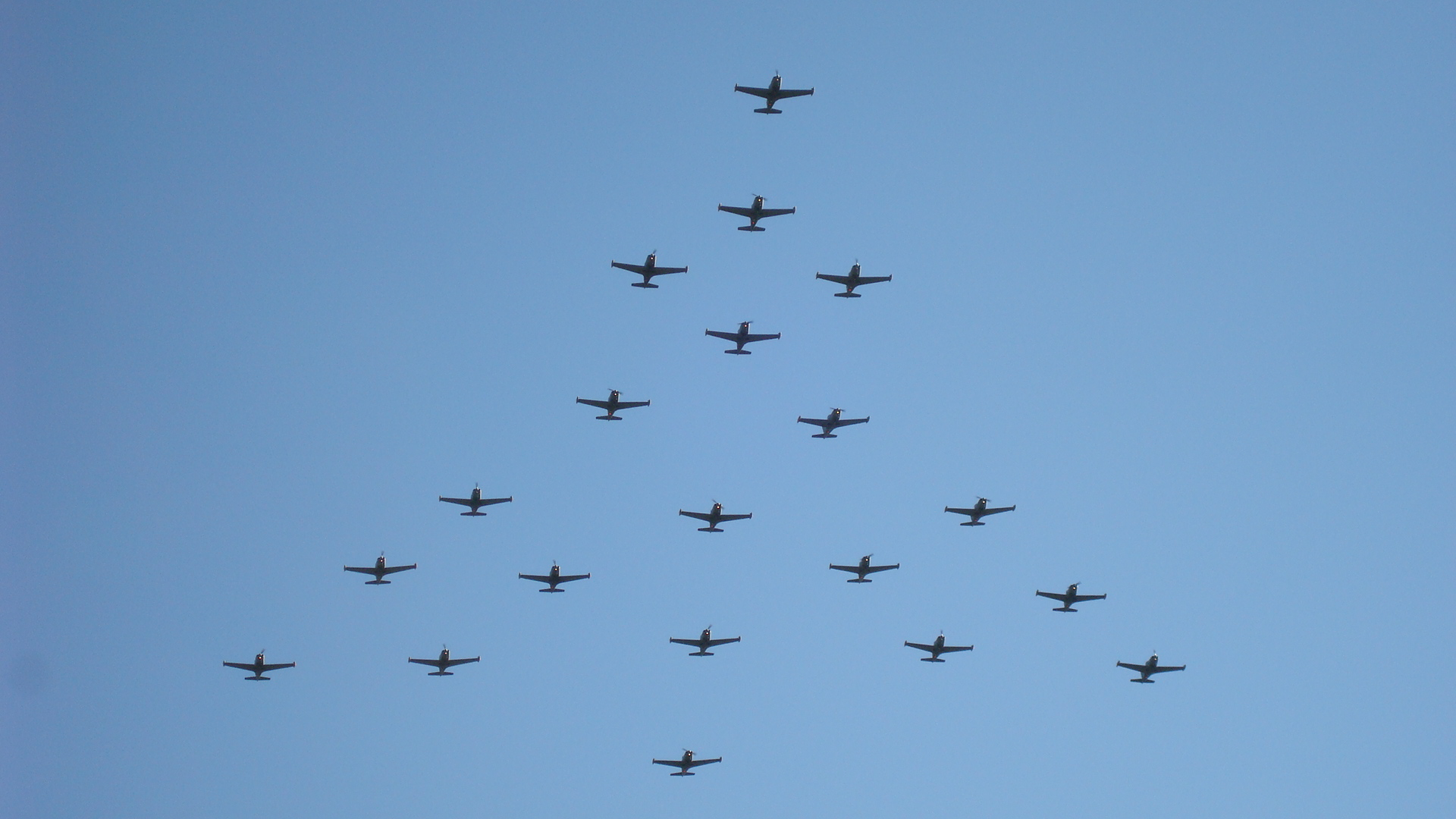
Formationsflug mit neuen SF-260EA
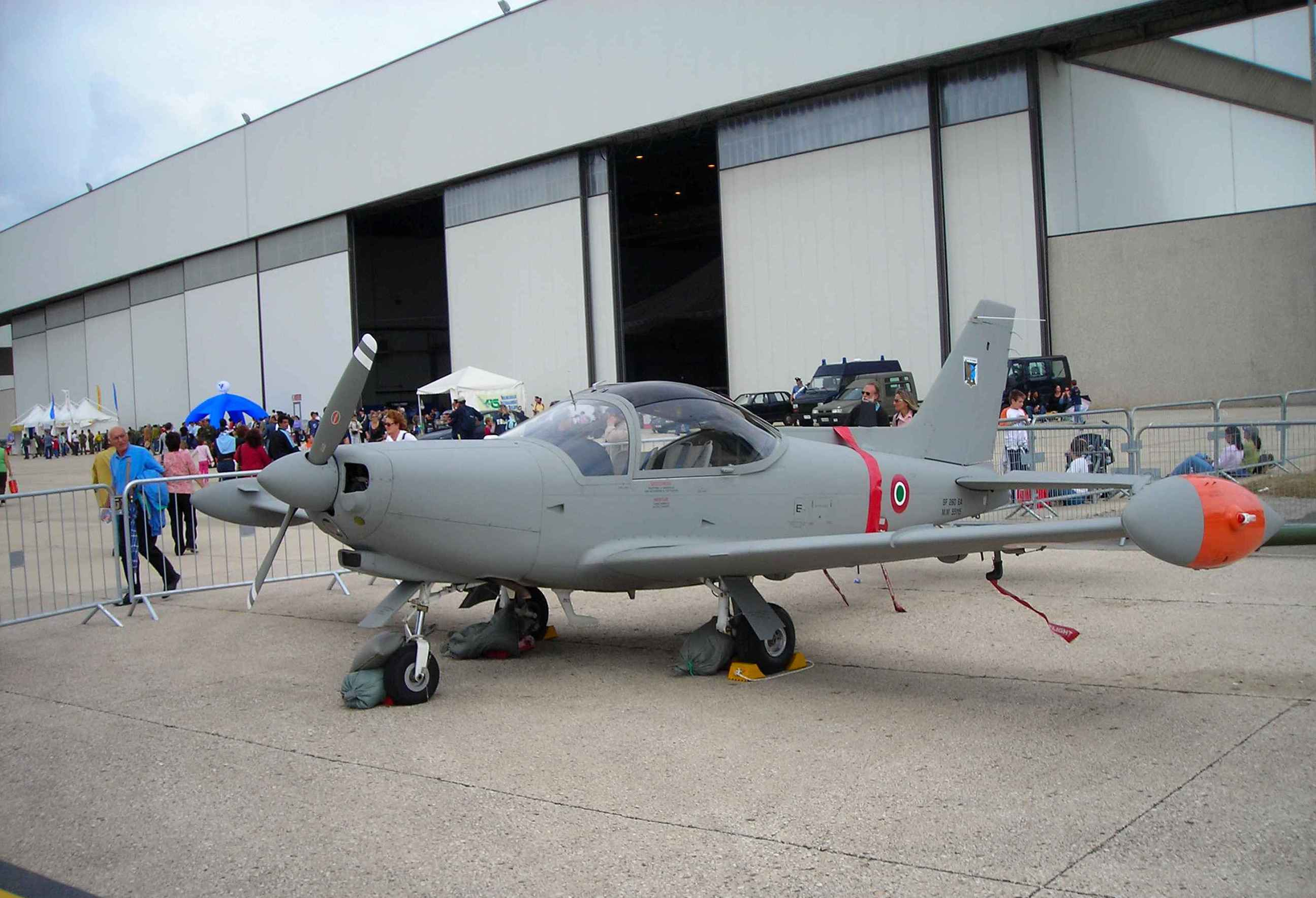
SF-260EA in normaler Bemalung

## Sonstiges
Rund sieben Kilometer südlich des Flugplatzes befindet sich bei Chiesuola (Borgo Piave) die NATO Communications and Information Systems School (NCISS), eine Fernmeldeschule der NATO, sowie technische Einrichtungen der italienischen Luftwaffe.